# 代內日尼科韋
49°1′58″N 38°56′48″E / 49.03278°N 38.94667°E
代内日尼科韋（羅馬化：Denezhnykove）是位於烏克蘭東部的村莊，由盧甘斯克州夏斯佳區的新艾達爾市鎮負責管轄。該村始建於1839年，面積1.6平方公里，海拔高度51米，2001年人口968，人口密度每平方公里605人。